# Pablo Garibay

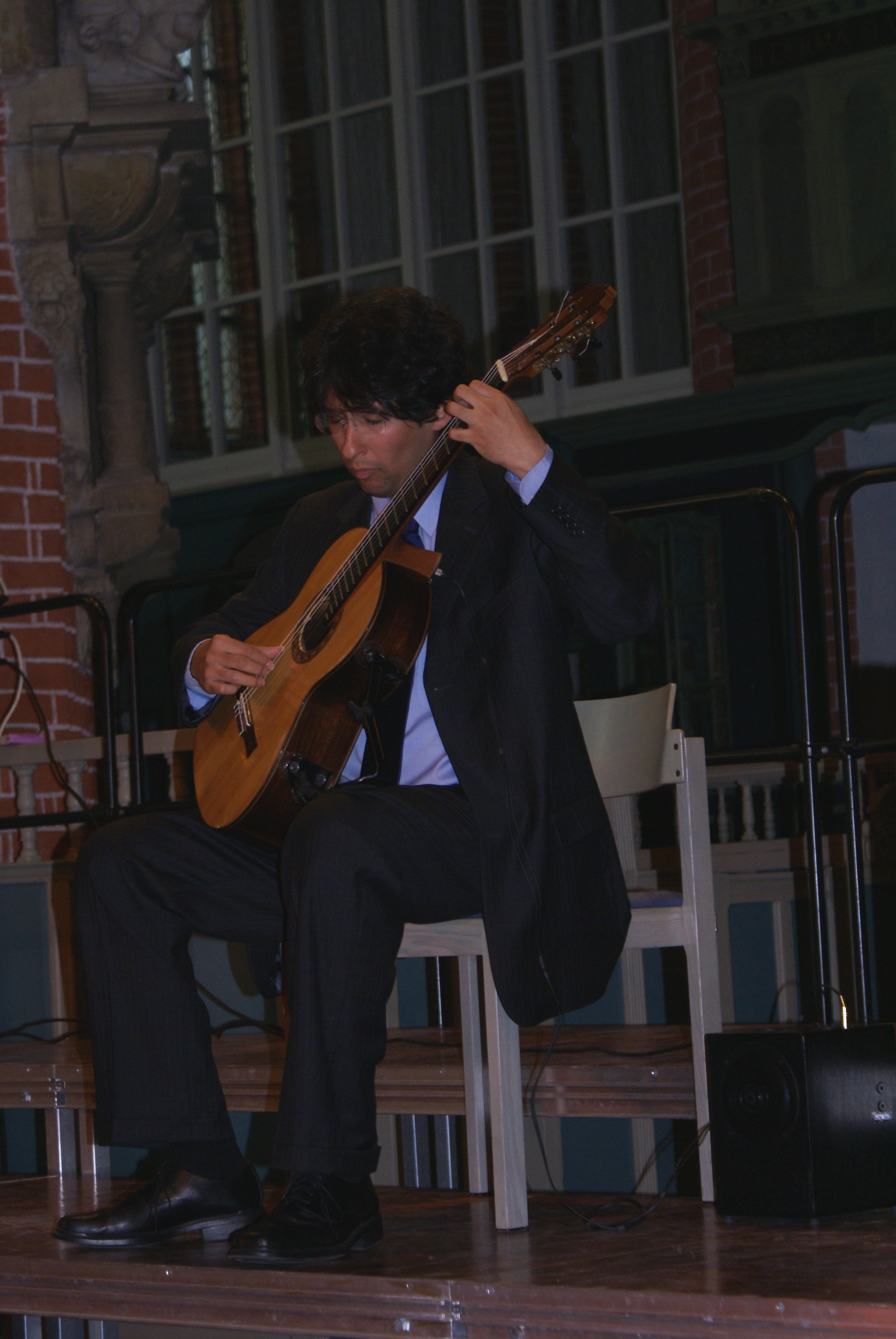
Pablo Garibay in der Ludgerikirche zu Norden (2009)

Pablo Garibay López (* 1978 in Mexiko-Stadt) ist ein mexikanischer Gitarrist.
Im Jahre 1993 begann Pablo Garibay López sein Studium der Gitarre unter Iván Rízquez. 1995 setzte er sein Studium unter Juan Carlos Laguna an der Nationaluniversität von Mexiko (UNAM) fort. Zurzeit studiert er für das Konzertexamen an der Musikhochschule Franz Liszt in Weimar bei Thomas Müller-Pering.
Er erhielt in Mexiko ein Stipendium des „FONCA-PAEE“; seit 2006 Stipendiat des „DAAD“.
Pablo Garibay López hat bereits zahlreiche Konzerte in Mexiko und Europa (u. a. Belgien, Deutschland, Frankreich, Italien, Litauen, Polen, Rumänien und Spanien) gegeben und bisher vier Alben auf CD veröffentlicht.

## Auszeichnungen (Auswahl)
- Preisträger in Buffalo (USA) beim „JoAnn Falletta International Guitar Concerto Competition“ und in Alessandria (Italien).[2]
- 2003 vom mexikanischen Staatspräsidenten mit dem Jugend-Nationalpreis „Actividades Artísticas“ ausgezeichnet.[2]

## Diskografie (Auswahl)
- 2004: Printemps de la Guitare 2004
- 2007: Impresiones
- 2008: Pablo Garibay